# Konstantin Scherbakov
Konstantin Scherbakov (russisch Константин Александрович Щербаков; eigentlich Konstantin Alexandrowitsch Schtscherbakow; * 11. Juni 1963 in Barnaul, Sibirien) ist ein russischer Pianist.

## Leben und Werk
Scherbakov studierte bereits kurz nach seinem Debüt mit Orchester im Alter von 11 Jahren bei Lew Naumow am Moskauer Konservatorium, später wurde er dessen Assistent. 1983 gewann er den ersten Rachmaninow-Wettbewerb in Moskau und 1991 wurde er Preisträger des Concours Géza Anda in Zürich; internationale Bekanntheit erlangte er bereits 1990, als er beim Kammermusikfestival in Asolo das gesamte Soloklavierwerk von Sergei Rachmaninow aufführte, mit einem beeindruckten Swjatoslaw Richter im Publikum.
Seitdem hat Scherbakov weltweit konzertiert und über 40 CDs aufgenommen, die meisten für Marco Polo/Naxos. Sein Repertoire ist zwar breit gefächert (je 50 Klavierkonzerte und Soloabende!), vor allem aber konzentriert auf virtuose und schwierigste Werke, etwa Johann Strauss’ Tritsch-Tratsch-Polka in der Bearbeitung von György Cziffra. Neben allen Beethoven-Sinfonien in den Transkriptionen von Franz Liszt finden sich vor allem selten gespielte spätromantische Komponisten, so etwa das gesamte Werk für Klavier und Orchester von Ottorino Respighi und Nikolai Medtner. Seit 1996 spielt Scherbakov das gesamte Soloklavierwerk von Leopold Godowsky ein, bisher sind 14 von geplanten 15 CDs erschienen. Zum 130. Geburtstag von Rachmaninow 2003 spielte Scherbakov erneut dessen gesamtes Soloklavierwerk in einer Reihe von Klavierabenden.
Seit 1998 ist Scherbakov, der seit 1992 in der Schweiz lebt, außerdem Professor für Klavier an der Zürcher Hochschule der Künste ZHdK in Winterthur. Daneben ist er Jurymitglied des Busoni-Wettbewerbs. Im Oktober 2010 gewann seine Schülerin Julianna Awdejewa den 16. Internationalen Chopin-Wettbewerb in Warschau. 2019 erschien seine Einspielung der jeweils 12 Études d’exécution transcendante von Liszt und Sergei Ljapunow beim Label Steinway & Sons.